# Rodzina planetoidy Koronis

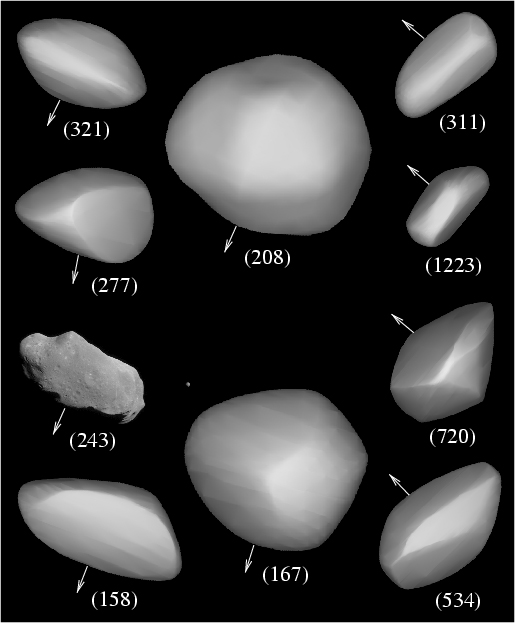
Niektóre przedstawicielki planetoid z rodziny Koronis

Rodzina planetoidy Koronis – jedna z rodzin planetoid z pasa głównego, w skład której wchodzą planetoidy charakteryzujące się podobnymi parametrami orbit co (158) Koronis.
Wszystkie one krążą po trajektoriach zawierających się w przedziale od 2,83 do 2,91 j.a. od Słońca, ich nachylenie względem ekliptyki mieści się w przedziale od 0º do 3,5º, a mimośrody od 0 do 0,11.
Obecnie znanych jest ok. 310 przedstawicielek tej rodziny. Podgrupą tej rodziny planetoid jest rodzina planetoidy Karin.
28 sierpnia 1993 sonda kosmiczna Galileo przeleciała w pobliżu jednej z przedstawicielek tej rodziny – planetoidy (243) Ida.

## Powstanie rodziny Koronis
Rodzina planetoidy Koronis powstała w wyniku zderzenia dwóch planetoid o średnicach 119 i 60 km, które miało miejsce 2 do 3 miliardów lat temu. Mimo że od tego pierwotnego zderzenia planetoidy powstałe w jego wyniku mogły być poddawane kolejnym, mniejszym zderzeniom mającym wpływ na ich rotację oraz nachylenie osi obrotu obserwacje wykazują, że cała rodzina wykazuje cechy wspólne. Ciała rotujące w kierunku przeciwnym do ruchu wskazówek zegara mają okresy rotacji od 7 i pół do 9 i pół godziny i nachylenie osi obrotu od 42° do 50°. Planetoidy rotujące zgodnie z ruchem wskazówek zegara mają zaś okres obrotu krótszy od 5 godzin lub dłuższy od 13 godzin a ich nachylenie osi obrotu wynoszą od 154° do 169°.
Według badań Davida Vokrouhlicky’ego, Davida Nesvorny’ego i Williama Bottke z Uniwersytetu Karola w Pradze oraz z Southwest Research Institute w Boulder w USA na zachowanie wspólnych wartości nachylenia osi i okresów obrotu miał wpływ efekt YORP oraz grawitacyjne oddziaływanie dużych obiektów Układu Słonecznego. Obliczenia wykazały, że planetoidy należące do tej rodziny o średnicach od 20 do 40 km oraz rotujące w kierunku przeciwnym do ruchu wskazówek zegara powinny spowalniać swoje okresy obrotu a oś ich obrotu powinna okresowo podlegać precesji. Zjawisko to trwa aż okres precesji planetoidy zrównuje się z okresem precesji Saturna, a okres rotacji oraz nachylenie osi obrotu samej planetoidy przestaje zmieniać się w czasie.
Na planetoidy rotujące zgodnie z ruchem wskazówek zegara nie działa już siła powiązana z orbitą Saturna. Planetoidy te są poddawane oddziaływaniu efektu Jarkowskiego oraz YORP. Oddziaływania te powodują albo bardzo szybką, albo wolną rotację tej grupy planetoid rodziny Koronis.

## Charakterystyka ważniejszych planetoid z rodziny Koronis
| Nazwa            | Średnica | Półoś wielka | Nachylenie orbity | Mimośród | Rok odkrycia |
| ---------------- | -------- | ------------ | ----------------- | -------- | ------------ |
| (158) Koronis    | 35,4 km  | 2,867 j.a.   | 1,00°             | 0,057    | 1876         |
| (167) Urda       | 39,9 km  | 2,855 j.a.   | 2,21°             | 0,035    | 1876         |
| (208) Lacrimosa  | 41,0 km  | 2,895 j.a.   | 1,751°            | 0,015    | 1879         |
| (243) Ida        | 31,3 km  | 2,861 j.a.   | 1,138°            | 0,046    | 1884         |
| (263) Dresda     | 23,0 km  | 2,886 j.a.   | 1,314°            | 0,079    | 1886         |
| (277) Elvira     | 27,0 km  | 2,887 j.a.   | 1,156°            | 0,089    | 1888         |
| (311) Claudia    | 24,0 km  | 2,897 j.a.   | 3,225°            | 0,008    | 1891         |
| (321) Florentina | 27,0 km  | 2,886 j.a.   | 2,594°            | 0,043    | 1891         |
| (534) Nassovia   | 33,12 km | 2,884 j.a.   | 3,277°            | 0,057    | 1904         |
| (720) Bohlinia   | 33,73 km | 2,888 j.a.   | 2,359°            | 0,014    | 1911         |